# Bounce (serie)
Bounce è una serie di videogiochi d'azione per telefoni cellulari sviluppati da Nokia.

## Videogioco originale
La prima versione di Bounce uscì nel 2001 ed era precaricata all'interno del Nokia 9210 Communicator. L'obiettivo principale del gioco consiste nel guidare Bounce (una palla), il protagonista, in una serie di livelli muniti di ostacoli. Man mano che si procede all'interno del gioco la difficoltà aumenta in modo notevole. Nel gioco sono presenti innumerevoli gadget, ad esempio quello che permette a Bounce di cambiare dimensione, quello del super-salto e quello della super-velocità.

## Seguiti
Successivamente Rovio Entertainment collaborò con Nokia nello sviluppo di nuove versioni di Bounce:
- Bounce Back per J2ME
- Bounce Tales per J2ME (2008)
- Bounce Boing Voyage per S60 (tramite servizio N-Gage 2.0, 2008)
- Bounce Touch per Symbian^1 (per la prima volta su Nokia 5800 XpressMusic, 2008)
- Bounce Evolution per Maemo (Nokia N900, 2009)
- Bounce Boing Battle per Symbian^1 (2010)

Inoltre, esistono remake non ufficiali di Bounce per sistemi iOS e Android disponibili su App Store e Google Play Store.